# 330-talet f.Kr.

## Händelser
- 338 f.Kr. - Latinska kriget slutar och Latinska förbundet upplöses.

## Födda
- 333 f.Kr. – Zenon från Kition, stoicismens grundare.

## Avlidna
- 338 f.Kr. – Archidamos III, kung av Sparta.
- 336 f.Kr. – Amyntas IV, kung av Makedonien.
- 336 f.Kr. – Arses, kung av Persien.
- 336 f.Kr. – Filip II av Makedonien, kung av Makedonien.
- 330 f.Kr. – Agis III, kung av Sparta.
- 330 f.Kr. – Dareios III, kung av Persien.